# Paolo Malco
Paolo Malco (né à La Spezia le 10 avril 1947) est un acteur  italien, connu pour ses rôles dans des films d'horreur ,  et  dans des  mini-séries télévisées italiennes.
De 1998 à 2006, il a joué dans le drame Les Destins du cœur (Incantesimo) .

## Filmographie
- 1973 : Number One de Gianni Buffardi
- 1974 : Noa Noa de Ugo Liberatore
- 1974 : Le scomunicate di San Valentino de Sergio Grieco
- 1974 : Lucrezia giovane (it) de Luciano Ercoli
- 1977 : Dove volano i corvi d'argento de Piero Livi
- 1977 : Il gatto dagli occhi di giada de Antonio Bido
- 1977 : Un juge en danger (Io ho paura) de Damiano Damiani
- 1979 : Dolly il sesso biondo de Luigi Russo
- 1980 : Masoch de Franco Brogi Taviani
- 1981 : Le ali della colomba de Gianluigi Calderone
- 1981 : La Maison près du cimetière (Quella villa accanto al cimitero) de Lucio Fulci
- 1982 : Crime au cimetière étrusque (Assassinio al cimitero etrusco) de Sergio Martino
- 1982 : L'Éventreur de New York (Lo squartatore di New York) de Lucio Fulci
- 1983 : Les Guerriers du Bronx 2 (Fuga dal Bronx) d'Enzo G. Castellari
- 1983 : Tonnerre (Thunder) de Fabrizio De Angelis
- 1984 : Touareg, le Guerrier du désert (Tuareg - Il guerriero del deserto) d'Enzo G. Castellari
- 1985 : The Assisi Underground de Alexander Ramati
- 1986 : Morirai a mezzanotte de Lamberto Bava
- 1988 : Giallo alla regola de Stefano Roncoroni
- 1990 : Tre colonne in cronaca de Carlo Vanzina